# Calyptomyrmex
Calyptomyrmex is een geslacht van mieren uit de onderfamilie van de Myrmicinae. De wetenschappelijke naam van dit geslacht is voor het eerst geldig gepubliceerd in 1887 door Carlo Emery. Hij publiceerde tevens de beschrijving van de eerste soort, Calyptomyrmex beccarii die Odoardo Beccari in Amboina had verzameld.
Calyptomyrmex komen voor in Afrika, Azië, het Indo-Australische gebied (o.m. in Nieuw-Guinea) en Australië. Ze leven op de woudbodem, in bladerafval, humus of de bovenlaag van de bodem. Ze maken hun nesten rechtstreeks in de bodem of in rottend hout in de bodem. Vele soorten houden zich dood of blijven gedurende enkele ogenblikken bewegingloos staan als ze verstoord worden. Kenmerkend voor deze mieren is de eigenaardige, soms bizarre beharing op de bovenkant van het hoofd en het lijf, waarvan de functie niet gekend is.

## Soorten
- C. arnoldi (Forel, 1913)
- C. asper Shattuck, 2011
- C. barak Bolton, 1981
- C. beccarii Emery, 1887
- C. brevis Weber, 1943
- C. brunneus Arnold, 1948
- C. caledonicus Shattuck, 2011
- C. clavatus Weber, 1952
- C. claviseta (Santschi, 1914)
- C. danum Shattuck, 2011
- C. duhun Bolton, 1981
- C. foreli Emery, 1915
- C. fragarus Shattuck, 2011
- C. friederikae Kutter, 1976
- C. fritillus Shattuck, 2011
- C. grammus Shattuck, 2011
- C. kaurus Bolton, 1981
- C. lineolus Shattuck, 2011
- C. loweryi Shattuck, 2011
- C. nedjem Bolton, 1981
- C. nummuliticus Santschi, 1914
- C. ocullatus Shattuck, 2011
- C. piripilis Santschi, 1923
- C. rectopilosus Dlussky & Radchenko, 1990
- C. rennefer Bolton, 1981
- C. retrostriatus Shattuck, 2011
- C. ryderae Shattuck, 2011
- C. sabahensis Shattuck, 2011
- C. shasu Bolton, 1981
- C. singalensis Baroni Urbani, 1975

- C. sparsus Shattuck, 2011
- C. stellatus Santschi, 1915
- C. tamil Baroni Urbani, 1975
- C. taylori Shattuck, 2011
- C. tensus Bolton, 1981
- C. vedda Baroni Urbani, 1975
- C. wittmeri Baroni Urbani, 1975